# 田崎慎治

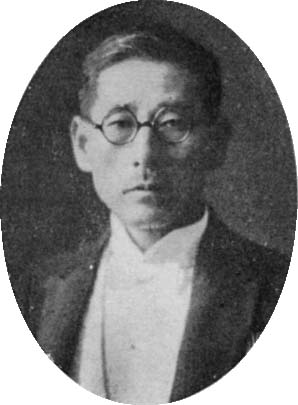
田崎慎治

田崎 慎治（たざき しんじ、1872年5月6日（明治5年3月29日） - 1954年（昭和29年）4月3日）は、日本の商学者。村瀬春雄門下で、専門は海運論、海上保険論。神戸大学名誉教授、神戸商業大学（現神戸大学）初代学長。パルモア学院学院長（1944年-1947年）。正三位勲一等。

## 経歴
長崎県西彼杵郡三重村（現長崎市三重）出身。田崎慶治の三男、同周三郎の弟、同武男の兄として生まれ、1910年（明治43年）分家する。
長崎商業学校（現長崎市立長崎商業高等学校）を経て、1901年東京高等商業学校（現一橋大学）専攻部保険科を卒業。日本における保険学の祖である村瀬春雄の最初の門下生となった。村田省蔵は友人。
1901年東京高等商業学校講師。1902年から文部省外国留学生としてバーミンガム大学で保険学を学び、1906年商学士の学位を取得。同年長崎高等商業学校（現長崎大学）教授に就任するが、隈本有尚校長と対立し、1908年、水島銕也の誘いをうけ神戸高等商業学校（現神戸大学）教授に就任。1925年から同校第2代校長、1929年から1942年まで、大学に昇格した神戸商業大学（現神戸大学）の初代学長を務め、六甲台への移転等にあたった。同大学を退官後の1944年、当局の圧力を受け閉校寸前になっていたパルモア学院の学院長に就任し、戦後の授業再開を実現した。
ブラジル移民政策を推進し、教え子に上塚司、辻小太郎、宮坂国人、粟津金六、九十九利雄らがいる。門下に加藤由作（一橋大学名誉教授）、福田敬太郎（第3代神戸大学学長）等。

## 親族
- 岳父：室原重福（妻シゲ父、衆議院議員）[3]
- 兄：田崎周三郎（長崎県農工銀行常務取締役）[3][9]
- 弟：田崎武男（実業家）[3]